# Corniche (häst)
Corniche, född 17 februari 2019 i Kentucky, är ett engelskt fullblod, mest känd för att ha segrat i American Pharoah Stakes (2021) och Breeders' Cup Juvenile (2021) som tvååring.

## Bakgrund
Corniche är en brun hingst efter Quality Road och under Wasted Tears (efter Najran). Han föddes upp av Bart Evans & Stonehaven Steadings och ägs av Speedway Stables. Han tränas av Bob Baffert.
Corniche har till april 2022 sprungit in totalt 1 262 000 dollar på 3 starter, varav lika många segrar. Han har tagit karriärens hittills största segrar i American Pharoah Stakes (2021) och Breeders' Cup Juvenile (2021).

## Statistik
| #                        | Datum            | Distans        | Löp                     | Grupp | Bana        | Plac. | Tid     | Jockey        | Ref.  |
| ------------------------ | ---------------- | -------------- | ----------------------- | ----- | ----------- | ----- | ------- | ------------- | ----- |
| 2021 – Tvååringssäsongen |                  |                |                         |       |             |       |         |               |       |
| 1                        | 4 september 2021 | 5 1⁄2 furlongs | Maidenlöp               |       | Del Mar     | 1     | 1:03.01 | Mike E. Smith | [ 3 ] |
| 2                        | 1 oktober 2021   | 1 ⁄16 miles    | American Pharoah Stakes | I     | Santa Anita | 1     | 1:44.75 | Mike E. Smith | [ 4 ] |
| 3                        | 5 november 2021  | 1 ⁄16 miles    | Breeders' Cup Juvenile  | I     | Del Mar     | 1     | 1:42.50 | Mike E. Smith | [ 5 ] |